# Vil·la Teresa (Calafell)
Vil·la Teresa és una obra de Calafell (Baix Penedès) protegida com a bé cultural d'interès local.

## Descripció
Es tracta d'un edifici rectangular amb un petit cos que sobresurt a la part posterior, constituït per dues plantes. Té un pati a la part anterior i un altre, més gran, a la part posterior. La seva coberta és a doble vessant, amb el carener perpendicular a la façana principal. La composició d'aquesta façana s'articula a partir d'un eix de simetria. A la part central de la planta baixa hi ha la porta d'accés. A cada costat hi ha una finestra. Al pis superior hi ha tres finestres que coincideixen amb les obertures de la planta baixa. A la seva part inferior hi ha unes jardineres, folrades amb rajoles d'època contemporània. A la part central del capcer hi ha un respirador decorat amb elements vegetals en relleu. Les parts dels paraments adjacents a les obertures de la planta baix són decorades amb elements arquitectònics i amb motius vegetals amb la tècnica de l'esgrafiat. La sanefa horitzontal, amb motius vegetals ubicada a l'alçada del trespol també és realitzada amb la mateixa tècnica. Les façanes han estat pintades recentment.
El pati del davant de l'immoble és delimitat per una tanca mixta. El sistema constructiu és de tipus tradicional amb murs de càrrega i sostres unidireccionals de bigues de fusta o de biguetes metàl·liques. La coberta és de fibrociment. Els murs són de maçoneria unida amb morter de calç i les obertures són de fàbrica de maó massís. El revestiment de façana de morter de calç.